# Obserwowani
Obserwowani – brytyjski serial telewizyjny (dramat kryminalny, thriller szpiegowski), wyprodukowany przez BBC One, Heyday Television oraz NBCUniversal International Studios, którego twórcą jest Ben Chanan. Pierwszy sezon serialu był emitowany od 3 września do 8 października 2019 przez BBC One. W Polsce serial był emitowany od 3 listopada 2019 przez Canal+ Seriale.

## Fabuła
Serial opowiada o Shaunie Emerym, byłym żołnierzu, który zostaje uniewinniony od zarzutu popełnienia morderstwa w Afganistanie. Z czasem zostaje odnalezione nagranie video, które świadczy o rozległym spisku wokół byłego żołnierza. Z dnia na dzień staje się on najbardziej poszukiwanym człowiekiem w Londynie.

## Obsada
- Holliday Grainger jako Rachel Carey
- Callum Turner jako Shaun Emery
- Cavan Clerkin jako Patrick Flynn
- Ben Miles jako Danny Hart
- Paul Ritter jako Marcus Levy
- Sophia Brown jako Karen
- Famke Janssen jako Jessica Mallory
- Ginny Holder jako Nadia Latif
- Ron Perlman jako Frank Napier
- Lia Williams jako Gemma Garland
- Ralph Ineson jako Alec Boyd
- Barry Ward jako Charlie Hall
- Laura Haddock jako Hannah Roberts
- Nigel Lindsay jako Tom Kendricks
- Daisy Waterstone jako Abigail

## Odcinki
| # | Tytuł                   | Reżyseria  | Scenariusz | Premiera w BBC One  | Premiera w Canal+ Seriale |
| - | ----------------------- | ---------- | ---------- | ------------------- | ------------------------- |
| 1 | What Happens in Helmand | Ben Chanan | Ben Chanan | 3 września 2019     | 3 listopada 2019          |
| 2 | Toy Soldier             | Ben Chanan | Ben Chanan | 10 września 2019    | 3 listopada 2019          |
| 3 | Truffle Hog             | Ben Chanan | Ben Chanan | 17 września 2019    | 10 listopada 2019         |
| 4 | Blind Spots             | Ben Chanan | Ben Chanan | 24 września 2019    | 10 listopada 2019         |
| 5 | A Pilgrim of Justice    | Ben Chanan | Ben Chanan | 1 października 2019 | 17 listopada 2019         |
| 6 | Correction              | Ben Chanan | Ben Chanan | 1 października 2019 | 17 listopada 2019         |

## Produkcja
Pod koniec marca 2018 roku stacja BBC One zamówiła pierwszy sezon od Bena Chanana.